# Franco Properzi
Franco Properzi Curti (Dehradun, 4 novembre 1965) è un allenatore di rugby a 15 ed ex rugbista a 15 italiano, in carriera attivo nel ruolo di pilone e 53 volte internazionale per l'Italia, con la quale vinse la Coppa FIRA 1995-1997.
Dal 2023 è allenatore del Conegliano.

## Biografia
Nato in India, Paese dove suo padre all'epoca lavorava, tornato in Italia crebbe a Milano; esordì in campionato nell’Amatori Milano (poi Mediolanum e in seguito Milan Rugby) e vinse con la squadra del capoluogo lombardo quattro titoli di campione d’Italia formando una coppia di prime linee con Massimo Cuttitta che in seguito fu proposta anche in nazionale.
In azzurro fu chiamato nel 1990 da Bertrand Fourcade, allora C.T.: esordì il 7 aprile di quell’anno, nel corso della Coppa FIRA 1989-90 a Napoli contro la Polonia; successivamente, prese parte alla Coppa del Mondo di rugby 1991 in Inghilterra, disputando tutti i tre incontri della prima fase.
Vinse con la formazione milanese i titoli di campione d’Italia nel 1991, 1993, 1995 e 1996; il nuovo C.T. della Nazionale Georges Coste lo confermò titolare della prima linea azzurra e lo inserì nella squadra per la Coppa del Mondo di rugby 1995 in Sudafrica.
Nel 1997 vinse la Coppa FIRA, laureandosi campione d’Europa, nella finale di Grenoble contro la Francia vinta 40-32.
Nel 1998 si trasferì al Benetton e, nelle 5 stagioni da giocatore nella squadra bianco-verde, vinse altri 3 titoli di campione d’Italia.
Prese, ancora, parte alla Coppa del Mondo di rugby 1999 in Galles, la sua terza e ultima; chiuse la carriera internazionale nel 2001, disputando le ultime tre partite del Sei Nazioni di quell'anno, contro Francia, Scozia e Galles.
Nel 2002 la Federazione Italiana Rugby gli affidò l’incarico di analista video della nazionale, che tenne fino al 2006.
Terminata l’attività di giocatore nel 2003, fu vice allenatore del Benetton fino a tutta la stagione 2009-10; nella stagione successiva fu chiamato dal tecnico Eugenio Eugenio del Mogliano come suo assistente e, alle dimissioni del primo dopo soli tre mesi ricoprì l'incarico di allenatore supplente fino alla nomina di  Umberto Casellato, del quale divenne vice nell'anno del primo scudetto moglianese nel campionato di Eccellenza 2012-13.
Dopo avere diretto le giovanili del Mogliano fino al 2018, si è trasferito al Rovigo dove è collaboratore tecnico per la preparazione degli avanti e della mischia.

## Palmarès
- Coppa FIRA : 1
Italia: 1995-97
- Campionati italiani: 7
Milan: 1990-91, 1992-93, 1994-95, 1995-96
Benetton Treviso: 1998-99, 2000-01, 2002-03
- Coppe Italia: 1
Milan: 1994-95